# Stéphane Van der Heyden
Stéphane Van der Heyden (ur. 3 lipca 1969 w St. Gilles-Waas) – belgijski piłkarz grający na pozycji lewego pomocnika.

## Kariera klubowa
Karierę zawodniczą Van Der Heyden rozpoczął w klubie KSK Beveren. W sezonie 1987/1988 zadebiutował w jego barwach w pierwszej lidze belgijskiej. W 1990 roku spadł z tym zespołem do drugiej ligi, ale w 1991 wywalczył jej mistrzostwo i powrócił do ekstraklasy. Wtedy też odszedł do Club Brugge, jednego z czołowych klubów w Belgii. Już w 1992 roku wywalczył mistrzostwo Belgii, a jesienią wystąpił w rozgrywkach Ligi Mistrzów. W 1994 roku został wicemistrzem kraju, a w 1995 roku sięgnął z Brugge po Puchar Belgii. Z kolei w sezonie 1995/1996 ponownie został mistrzem belgijskiej ligi, a także zdobył swój drugi w karierze krajowy puchar.
Latem 1996 roku Van Der Heyden odszedł do holenderskiej Rody JC Kerkrade. Był podstawowym zawodnikiem klubu grającego w Eredivisie, a w 1997 roku wywalczył z nim Puchar Holandii. W sezonie 1997/1998 został wypożyczony do francuskiego drugoligowca Lille OSC, jednak nie zdołał z nim wywalczyć awansu do Ligue 1 - Lille zajęło 4. miejsce w tabeli. Po sezonie wrócił do Rody i grał w niej jeszcze przez jeden rok.
W 1999 roku Van Der Heyden ponownie występował na boiskach belgijskiej ligi, tym razem jako zawodnik Germinalu Beerschot. W klubie z Antwerpii spędził dwa sezony, a w 2001 roku odszedł do Cappellen FC i przez rok grał w drugiej lidze. W 2002 roku zakończył karierę.
| Sezon   | Klub               | Kraj     | Rozgrywki  | Mecze | Bramki |
| ------- | ------------------ | -------- | ---------- | ----- | ------ |
| 1987/88 | KSK Beveren        | Belgia   | I liga     | ?     | ?      |
| 1988/89 | KSK Beveren        | Belgia   | I liga     | ?     | ?      |
| 1989/90 | KSK Beveren        | Belgia   | I liga     | 27    | 2      |
| 1990/91 | KSK Beveren        | Belgia   | II liga    | 28    | 8      |
| 1991/92 | Club Brugge        | Belgia   | I liga     | 23    | 1      |
| 1992/93 | Club Brugge        | Belgia   | I liga     | 31    | 4      |
| 1993/94 | Club Brugge        | Belgia   | I liga     | 33    | 6      |
| 1994/95 | Club Brugge        | Belgia   | I liga     | 26    | 2      |
| 1995/96 | Club Brugge        | Belgia   | I liga     | 17    | 3      |
| 1996/97 | Roda JC Kerkrade   | Holandia | Eredivisie | 26    | 2      |
| 1997/98 | Roda JC Kerkrade   | Holandia | Eredivisie | 1     | 0      |
| 1997/98 | Lille OSC          | Francja  | Ligue 2    | 16    | 1      |
| 1998/99 | Roda JC Kerkrade   | Holandia | Eredivisie | 25    | 1      |
| 1999/00 | Germinal Beerschot | Belgia   | I liga     | 23    | 2      |
| 2000/01 | Germinal Beerschot | Belgia   | I liga     | 14    | 0      |
| 2001/02 | Cappellen FC       | Belgia   | I liga     | 21    | 3      |

## Kariera reprezentacyjna
W reprezentacji Van Der Heyden zadebiutował 9 października 1991 roku w wygranym 2:0 towarzyskim spotkaniu z Węgrami. Został powołany przez selekcjonera Paula Van Himsta do kadry na mundial w USA. Tam był rezerwowym zawodnikiem i nie rozegrał żadnego spotkania. W kadrze „Czerwonych Diabłów” do końca 1994 roku rozegrał łącznie 4 spotkania.